# Van Taylor

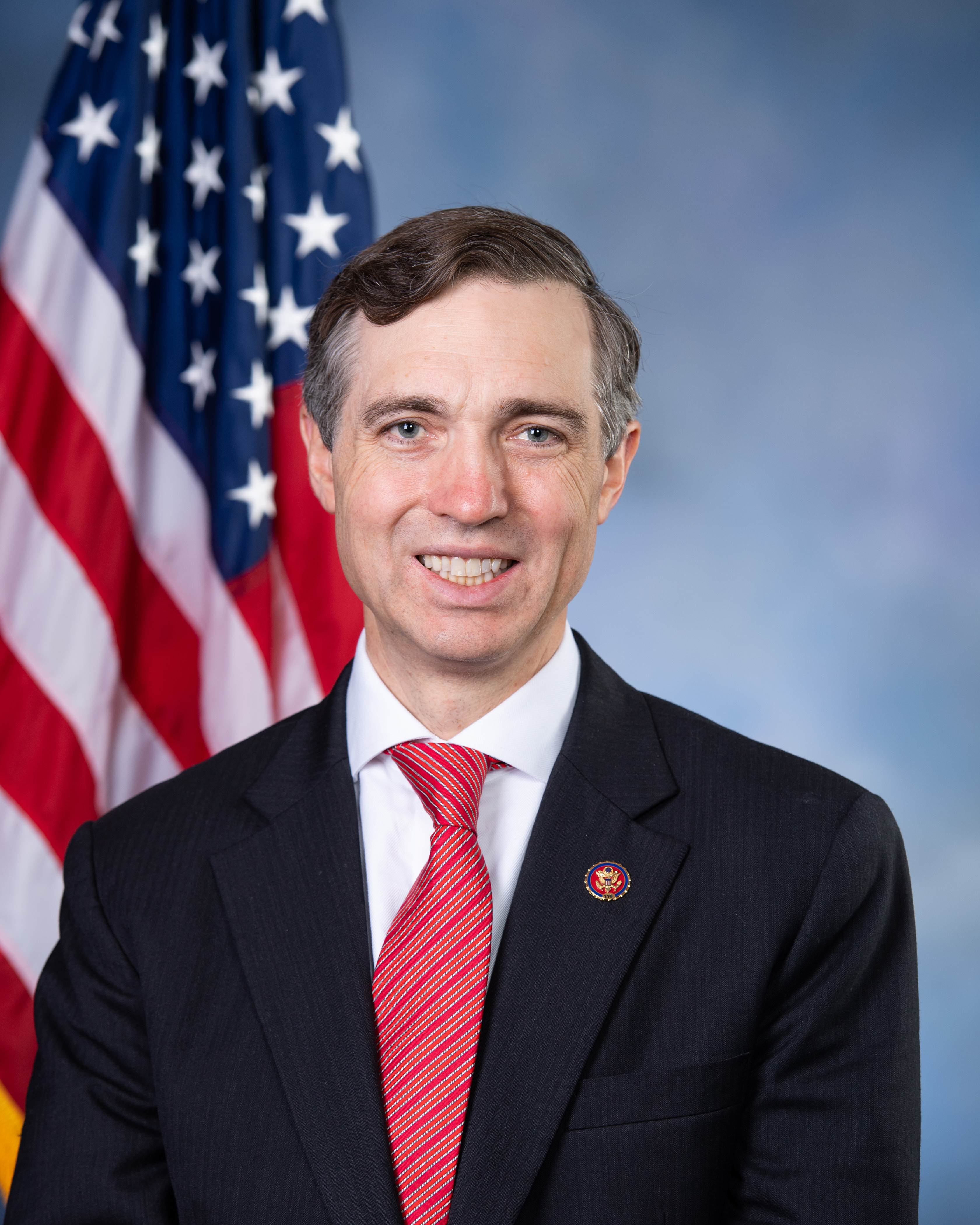
Van Taylor 2019

Nicholas Van Campen Taylor (* 1. August 1972 in Dallas) ist ein US-amerikanischer Politiker der Republikanischen Partei. Er war von 2019 bis 2023 Mitglied des Repräsentantenhauses für den dritten Distrikt von Texas. Vorher war er Abgeordneter im Repräsentantenhaus und des Senates des Staates Texas. Taylor nahm als Soldat am Irakkrieg teil.

## Leben
Taylor stammt aus einer seit langer Zeit in Texas ansässigen Familie. Er wuchs in Midland, Texas auf und besuchte dort die Schule, bevor er die St. Paul’s School in Concord, New Hampshire besuchte, eine Prep School mit Internat. Taylor studierten an der Harvard-Universität, wo er 1995  eine Bachelor in Geschichte erwarb.  Später erwarb er noch einen MBA der Business School dieser Universität.
Taylor war Mitglied des United States Marine Corps zuletzt im Rang eines Captains und nahm am 2003 mit einer Aufklärungseinheit am Irakkrieg teil.
Taylor ist seit 2004 verheiratet und lebt in Plano, Texas. Das Paar hat drei Töchter. Taylor war zuletzt in der Immobilien-Branche tätig.

## Politik
Im  April 2010 wurde Taylor als Abgeordnete des Texanischen Repräsentantenhauses für den vakanten Sitz des 66. Distrikts ernannt. 2012 wurde er ohne Gegenkandidat wieder gewählt.
In der Senatswahl im November 2014 wurde Taylor für den 8. Bezirk in den Senat von Texas gewählt. Seine Amtszeit lief von Januar 2015 bis 2019.
Bei den Wahlen zum Repräsentantenhaus 2018 war Taylor in den Republikanischen Vorwahlen mit 84,7 % deutlicher Gewinner gegen zwei weitere Kandidaten. Bei den allgemeinen Wahlen erreichte er 54,2 % der Stimmen gegen den Kandidaten der Demokraten der 44,2 % erhielt. Er trat sein Mandat am 3. Januar 2019 an. Die Wahlen zum Repräsentantenhaus des 117. Kongresses konnte er ebenfalls gewinnen, seine Legislaturperiode lief bis zum 3. Januar 2023. Taylor kandidierte 2022 nicht für eine weitere Amtszeit. Während der republikanischen Vorwahlen waren eine außereheliche Affäre und eine zugehörige Schweigegeldzahlung von ihm an die Öffentlichkeit gekommen, weshalb er sich vor der Stichwahl aus dem Rennen um die republikanische Kandidatur für den dritten Distrikt zurückzog. Sein Nachfolger wurde Keith Self.